# برونر (دهانه)
برونر یک دهانه برخوردی در ماه است.

## دهانه‌های اقماری
این دهانه ۳ دهانه اقماری دارد.
| Brunner | عرض جغرافیایی | طول جغرافیایی | قطر          |
| ------- | ------------- | ------------- | ------------ |
| P       | ۱۲٫۵° S       | ۹۰٫۱° E       | ۱۹٫۰ کیلومتر |
| L       | ۱۲٫۴° S       | ۹۱٫۳° E       | ۳۴٫۰ کیلومتر |
| N       | ۱۱٫۴° S       | ۹۰٫۷° E       | ۱۸٫۰ کیلومتر |